# COX7C
A subunidade VIIc do citocromo c oxidase, também conhecida como COX7C, é uma enzima que em seres humanos é codificada pelo gene COX7C.

## Leitura de apoio
- Lenka N, Vijayasarathy C, Mullick J, Avadhani NG (1998). «Structural organization and transcription regulation of nuclear genes encoding the mammalian cytochrome c oxidase complex.». Prog. Nucleic Acid Res. Mol. Biol. 61: 309–44. PMID 9752724. doi:10.1016/S0079-6603(08)60830-2
- Sirchia R, Luparello C (2007). «Mid-region parathyroid hormone-related protein (PTHrP) and gene expression of MDA-MB231 breast cancer cells.». Biol. Chem. 388 (5): 457–65. PMID 17516841. doi:10.1515/BC.2007.059
- Gerhard DS, Wagner L, Feingold EA;  et al. (2004). «The status, quality, and expansion of the NIH full-length cDNA project: the Mammalian Gene Collection (MGC).». Genome Res. 14 (10B): 2121–7. PMC 528928. PMID 15489334. doi:10.1101/gr.2596504
- Strausberg RL, Feingold EA, Grouse LH;  et al. (2003). «Generation and initial analysis of more than 15,000 full-length human and mouse cDNA sequences.». Proc. Natl. Acad. Sci. U.S.A. 99 (26): 16899–903. PMC 139241. PMID 12477932. doi:10.1073/pnas.242603899
- Kaminishi H, Hamatake H, Cho T;  et al. (1994). «Activation of blood clotting factors by microbial proteinases.». FEMS Microbiol. Lett. 121 (3): 327–32. PMID 7926688. doi:10.1111/j.1574-6968.1994.tb07121.x
- Koga Y, Fabrizi GM, Mita S;  et al. (1990). «Sequence of a cDNA specifying subunit VIIc of human cytochrome c oxidase.». Nucleic Acids Res. 18 (3). 684 páginas. PMC 333506. PMID 2155413. doi:10.1093/nar/18.3.684
- Van Kuilenburg AB, Van Beeumen JJ, Van der Meer NM, Muijsers AO (1992). «Subunits VIIa,b,c of human cytochrome c oxidase. Identification of both 'heart-type' and 'liver-type' isoforms of subunit VIIa in human heart.». Eur. J. Biochem. 203 (1-2): 193–9. PMID 1309697. doi:10.1111/j.1432-1033.1992.tb19847.x